# Felületi rádióhullámok

Felületi hullámterjedés

A felületi rádióhullámok Föld kidomborodásának következtében fellépő diffrakciós elhajlás hatására jönnek létre.  Fontos szerepük van a hosszú- és középhullámú rádióhullámok terjedésében.
Ez az elhajlás nem csak a Föld görbületén történik meg, hanem hegyek, hegyláncok talajának mentén is. A hosszú- és középhullámú rádióállomások tervezésénél a hatótávolság meghatározásához ez a terjedési mód elsődleges tényező.
Ezen a módon terjed a solti adóállomásról sugárzott Kossuth Rádió adása is az 540 kHz-es középhullámon. A felületi hullámoknak köszönhetően a Bükk- vagy Mátra hegyeinek átellenes oldalán is kiváló minőségben hallható. Csillapítás csak a keskeny völgyekben, szakadékokban figyelhető meg, főként abban az esetben, ha a völgy átmérője kisebb a hullámhossznál. ( 540 kHz esetén 555 m )
Erős csillapítás figyelhető még meg alagutakban, vagy nagyobb hidak alatt.

## Elmélete
A felületi hullám a Föld görbülete és a hullámhossznál nagyobb méretű terepakadályokon bekövetkező diffrakciós elhajlás következtében jön létre. Minél rövidebbek a hullámok, annál gyengébben jelentkezik a diffrakció, annál nagyobb csillapítást szenvednek a felületi hullámok.
A hullámterjedés erősen függ a talaj anyagi összetételétől. A legerősebb felületi hullámterjedés tengervízen figyelhető meg, a leggyengébb száraz homoktalajon vagy jégen.
További fontos tényező még a felületi hullámok terjedésében a talajvíz szintje, a talajban oldott ionok, vagy egyéb fémes összetevők mennyisége.

## Csillapítás számítása
Α csillapítási tényezőt az alábbi képlettel közelíthetjük:
{\displaystyle A_{S}\approx {\frac {1}{\sqrt[{4}]{\epsilon ^{2}+(60\lambda \sigma )^{2}}}}}
- A - csillapítási tényező
- σ - a talaj fajlagos vezetése (Sm)
- ε - a talaj dielektromos állandója
- λ - az üzemi hullámhossz (m)

Ha a távolság függvényében szeretnénk kiszámítani a csillapítást, akkor az adott távolsághoz tartozó szabadtéri csillapítást és a csillapítási tényezőt összeszorozzuk:
{\displaystyle A_{eff}=A_{S}A_{V}}
```
#include
 
<stdio.h>

#include
 
<math.h>

// compile: gcc feluleti.c -lm -o feluleti

float
 
sigma
,
 
epsilon
;

void
 
get_se
(){

	
int
 
n
;

	
printf
(
"A talaj adatai:
\n
"
);

	
printf
(
"1:Tengervíz
\n
2:Édesvíz
\n
3:Nedves talaj
\n
4:Átlagos talaj
\n
5:Száraz homoktalaj
\n
"
);

	
printf
(
"254:Megadás kézzel
\n
Válasz:"
);

	
scanf
(
"%d"
,
&
n
);

	
switch
(
n
){

		
case
 
1
:
 
sigma
=
5
;
epsilon
=
80
;
break
;

		
case
 
2
:
 
sigma
=
0.005
;
epsilon
=
80
;
break
;

		
case
 
3
:
 
sigma
=
0.02
;
epsilon
=
30
;
break
;

		
case
 
4
:
 
sigma
=
0.01
;
epsilon
=
15
;
break
;

		
case
 
5
:
 
sigma
=
0.0005
;
epsilon
=
3
;
break
;

		
default
:

			
printf
(
"A talaj fajlagos ellenállása (Sm):"
);
scanf
(
"%f"
,
&
sigma
);

			
printf
(
"A talaj dielektromos állandója:"
);
scanf
(
"%f"
,
&
epsilon
);

			
break
;

	
}

}

float
 
A_s
(
float
 
lambda
,
 
float
 
sigma
,
 
float
 
epsilon
){

	
return
 
1
/
(
pow
(
epsilon
*
epsilon
+
((
60
*
lambda
*
sigma
)
*
(
60
*
lambda
*
sigma
)),
0.25
));

}

float
 
A_V
(
float
 
lambda
,
 
float
 
R
){

	
float
 
av
=
(
4
*
M_PI
*
R
)
/
(
lambda
);

	
return
 
av
*
av
;

}

void
 
main
(){

	
float
 
lambda
,
As
,
Av
,
A
,
R
;

	
printf
(
"Hullámhossz (m):"
);
scanf
(
"%f"
,
&
lambda
);

	
printf
(
"Távolság (m):"
);
scanf
(
"%f"
,
&
R
);

	
get_se
();

	
As
=
A_s
(
lambda
,
sigma
,
epsilon
);

	
printf
(
"A felületi hullám csillapítási tényezője: %f
\n
"
,
As
);

	
Av
=
A_V
(
lambda
,
R
);

	
A
=
Av
*
As
;

	
printf
(
"Szabadtéri csillapítás: %f (%f dB)
\n
"
,
Av
,
10
*
log10
(
Av
));

	
printf
(
"Effektív csillapítás: %f (%f dB)
\n
"
,
A
,
10
*
log10
(
A
));

}

```

Belátható, hogy pontos eredmény csak akkor számítható, ha az összeköttetés nyomvonalán pontosan ismerjük a talaj tulajdonságait.
Egy speciális eset a tengervíz fölötti diffrakciós felületi hullámterjedés csillapítása. Ez akkor áll fenn, amikor az átvitel nyomvonala teljes egészében a tenger fölött történik. Ennek számítására az Austin - Cohen formulát használják:
{\displaystyle A_{t}={\sqrt {\frac {\alpha }{\sin {\alpha }}}}e^{-{\frac {0.0014d}{\lambda ^{0.6}}}}}
- At - Tengervíz feletti csillapítási tényező
- α - két hely közötti navigációs szögtávolság (rad)
- d - a két pont távolsága (km)
- λ - az üzemi hullámhossz (km)

## Gyakorlati jelentősége
A gyakorlatban 2 MHz alatt lehet használni ezt a terjedést rádiósszeköttetések létesítésére. 300 kHz alatt akár több száz km is áthidalható. 10 kHz alatti frekvenciákon különösen nagy távolságú összeköttetések hozhatók létre, ugyanis ebben a tartományban mind az ionoszféra, mind a talaj jól vezet, viszont gyakorlati haszna nincs, mivel nagyon kis sávszélesség vihető át, és hatalmas méretű antennákra lenne szükség.